# Dubí
Dubí (en allemand : Eichwald / Erzgebirge) est une ville du district de Teplice, dans la région d'Ústí nad Labem, en République tchèque. Sa population s'élevait à 7 809 habitants en 2021.

## Géographie
Dubí est située à la frontière allemande — poste-frontière de Cinovec —, sur la route E55 ; c'est un des principaux lieux de transit vers l'Allemagne. Elle se trouve à 6 km au nord-ouest de Teplice, à 19 km à l'ouest d'Ústí nad Labem et à 82 km au nord-ouest de Prague.
La commune est limitée par l'Allemagne au nord, par Krupka, Proboštov et Novosedlice à l'est, par Teplice et Újezdeček au sud, et par Košťany à l'ouest.

## Histoire
Dubí est mentionnée entre 1494 et 1498, comme un village de mineurs d’étain (cín en tchèque, qui donna le nom Cínovec au poste-frontière situé sur le territoire de la commune). Au XVe siècle, le lieu est la propriété des comtes Kinsky, mais en 1634 il passe, comme la ville voisine de Teplitz, aujourd'hui Teplice, sous domination de la famille Clary-Aldringen.
Le véritable essor de la ville ne débute pourtant qu'au XIXe siècle, c'est d'abord une route reliant la Saxe qui est construite, puis un établissement thermal en 1862 et enfin un chemin de fer en 1884. Dubí devient alors une station thermale réputée, que fréquentent Goethe, Jan Neruda ou encore Václav Talich. Sous cette impulsion, elle s’enrichit considérablement. En 1918, la ville austro-hongroise est intégrée à la Tchécoslovaquie sans que son statut de villégiature n'en souffre particulièrement. En revanche, après la Seconde Guerre mondiale, une partie de sa population, les Allemands des Sudètes germanophones, est expulsée vers l'Allemagne, tandis que le régime communiste exproprie les princes Clary-Aldringen et condamne l'activité thermale qui s'y pratiquait.

## Patrimoine
La principale attraction touristique de la ville est l'église de l'Immaculée Conception, érigée entre 1898 et 1906 par les princes Clary Aldringen, sur le modèle de l'église de la Madonna dell'Orto à Venise. L'église abrite les tombes de certains des principaux membres de l'illustre famille, tels que la comtesse Dorothéa de Ficquelmont, née comtesse von Tiesenhausen et mère de la princesse Elisabeth-Alexandrine von Clary-und-Aldringen, ou le fils de cette dernière, le prince Siegfried von Clary-und Aldringen.
Le premier établissement thermal de Dubí fut édifié en 1860 sous l'impulsion d'Anton Tschinkel, le fondateur d'une usine de porcelaine locale. En 1862, les premières thermes (le Spa de Diane) sont ouvertes. Les thermes actuelles (Tereziny lázně) avec leurs bains d'eaux minérales traitant les patients après des opérations au cerveau et aux vertèbres, existe depuis 1879.
La spectaculaire ligne de chemin de fer Most-Dubí-Moldava, qui dessert la ville, a été déclarée monument national en 1998.

## Galerie

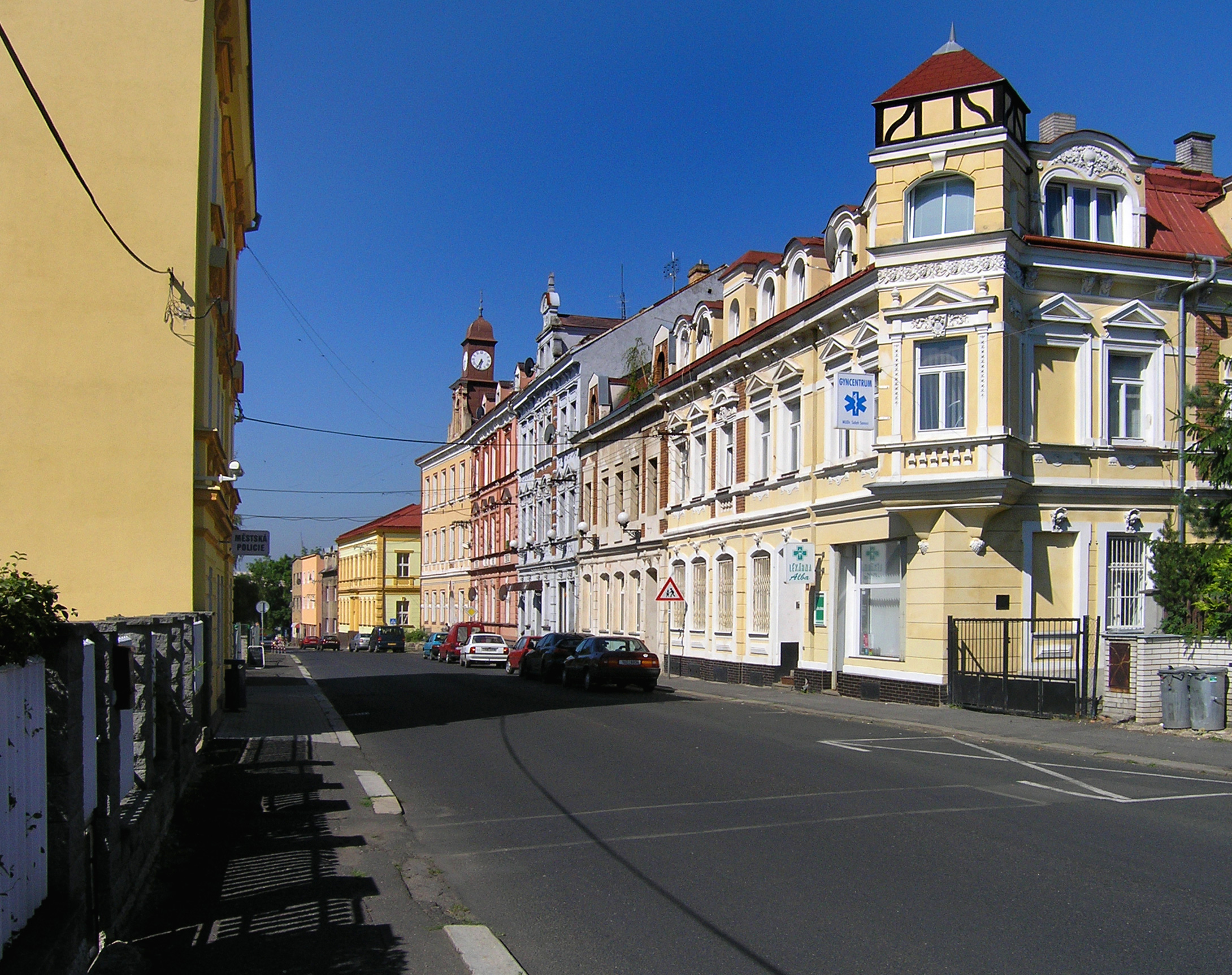
La rue Pozorka
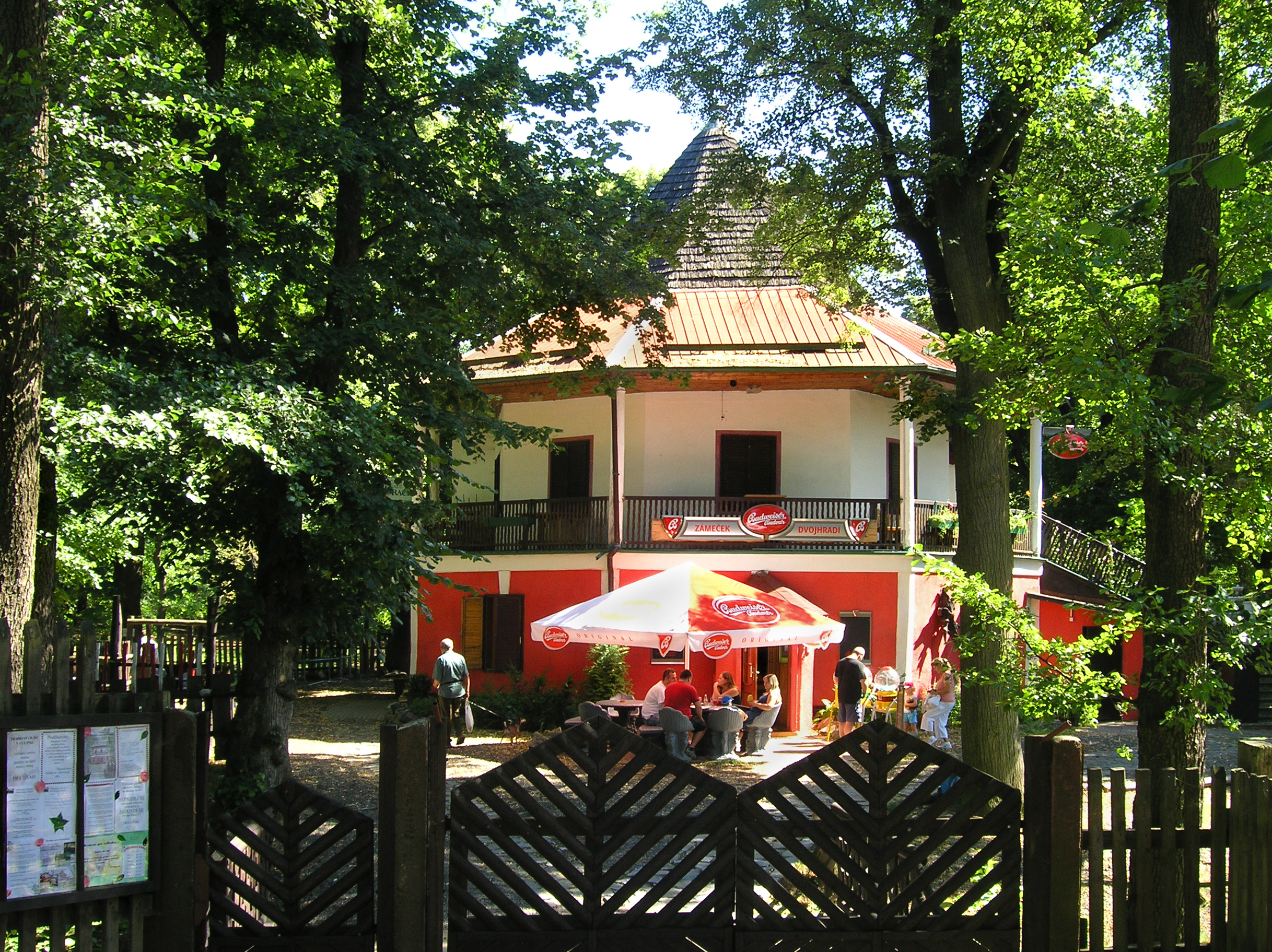
Le château Dvojhradí

## Transports
Par la route, Dubí se trouve à 6 km de Teplice, à 22 km d'Ústí nad Labem et à 97 km de Prague.